# Vanessa Calcagno
Vanessa Calcagno (* 16. Oktober 1985 in Saarbrücken) ist eine luxemburgische Sängerin italienischer Abstammung.

## Leben
Vanessa Calcagno, deren Eltern aus Italien stammen, erhielt ab ihrem sechsten Lebensjahr Gesangsunterricht. Neben ihrer musikalischen Laufbahn studierte sie Architektur.
Am 15. Januar 2010 erschien bei ihrem Label Ariola (Sony) ihr Album Traummelodien, auf dem sie bekannte Operntitel singt. In den folgenden Jahren fasste sie Fuß im Musikgeschäft und gab unter anderem in Italien und den Vereinigten Staaten Konzerttourneen. Ende 2020 stand sie nach 2009 erneut im Finale der Castingshow Das Supertalent. Dort unterlag sie dem neuseeländischen Sänger Nick Ferretti.
Calcagno lebt in Heusweiler bei Saarbrücken und hat zwei Kinder.

## Auszeichnungen
- 2001 gewann sie den Wettbewerb Talentschmiede des saarländischen Hörfunksenders Radio Salü.
- 2006 gewann sie bei Jugend musiziert auf Bundesebene mit 24 Punkte
- 2009 nahm Calcagno im Talentfach Operngesang an der RTL-Castingshow Das Supertalent teil und belegte im Finale den zweiten Platz hinter dem Hundedresseur Yvo Antoni mit 0,1 % Punkte Abstand.
- 2020 Golden Buzzer in  “Das Supertalent”  - Sie sang die Arie aus Turandot „Nessun dorma“ sie und kam unter die Top Drei im Supertalent-Finale.[4]